# 대한민국 민법 제422조
대한민국 민법 제422조는 채권자지체의 절대적 효력에 대한 민법 채권법 조문이다.

## 조문
제422조(채권자지체의 절대적 효력) 어느 연대채무자에 대한 채권자의 지체는 다른 연대채무자에게도 효력이 있다.

第422條(債權者遲滯의 絶對的 效力) 어느 連帶債務者에 對한 債權者의 遲滯는 다른 連帶債務者에게도 效力이 있다.

## 참고 문헌
- 오현수, 일본민법, 진원사, 2014. ISBN 9788963463452
- 오세경, 대법전, 법전출판사, 2014 ISBN 9788926210277
- 이준현 , LOGOS 민법 조문판례집, 미래가치, 2015. ISBN 9791155020869

## 같이 보기
- 채권자지체
- 연대채무